# جان جونز
جاناتان دوایت "جان" جونز  (به انگلیسی: Jonathan Dwight "john" Jones) (زادهٔ ۱۹ ژوئیه ۱۹۸۷ در راچستر، نیویورک) ملقب به استخوان‌ها (به انگلیسی: Bones) رزمی‌کار ترکیبی اهل آمریکا است که دو بار متوالی قهرمان نیمه‌سنگین‌وزن مسابقات یواف‌سی شده است. اغلب از او به عنوان بهترین مبارز تمام ادوار هنرهای رزمی ترکیبی یاد می‌شود که در سن ۲۳ سالگی توانست کمربند قهرمانی یواف‌سی را تصاحب کرده و به عنوان جوان‌ترین قهرمان تاریخ این مسابقات معرفی شود. جان جونز با بازگشتش در سال ۲۰۲۳ توانست سیریل گان را در راند اول سابمیشن کند و در اولین مبارزه اش در سنگین‌وزن صاحب کمربند قهرمانی یو اف سی شود.
جونز تا کنون مبارزی شکست ناپذیر بوده است و توانسته دنیل کورمیر را هم که از بهترین مبارزان سنگین‌وزن و نیمه سنگین‌وزن است را شکست بدهد. تنها مبارزه‌ای از جان جونز که به عنوان باخت در رکوردش ثبت شده است، مبارزه اش در مقابل مت همیل بوده که در آن مبارزه، جان جونز وقتی همیل را در حالت خاک قرار داده بود، چند ضربهٔ آرنج را به صورت عمودی به صورت مت همیل وارد کرد که داوران به دلیل خطا بودن این حرکت، جان جونز را بازنده اعلام کردند. همچنین مبارزه دوم او با دانیل کورمیر بر سر کمربند قهرمانی در ژوئیه ۲۰۱۷ برگزار شد که در آن جونز توانست کورمیر را در راند سوم با ضربهٔ پا ناک‌اوت کند. ابتدا جونز برندهٔ مسابقه تلقی شد و کمربند قهرمانی را از آن خود کرد، اما سه ماه پس از آن سازمان مبارزه با دوپینگ آمریکا (USADA) تست دوپینگ جونز را مثبت اعلام کرد. سرانجام کمربند قهرمانی نیمه سنگین‌وزن به دلیل این امر به کورمیر رسید و جان جونز به دلیل دوپینگ به مدت یک سال از حضور در مسابقات رزمی ترکیبی محروم شد. جان جونز با بازگشتش در سال ۲۰۲۳ توانست سیریل گان را در راند اول سابمیشن کند و در اولین مبارزه اش در سنگین‌وزن صاحب کمربند قهرمانی یو اف سی شود.

## رکورد مبارزات در MMA
| بررسی رکورد مسابقات حرفه‌ای               |                                                 |                                                  |
| خطای عبارت: عملگر < دور از انتظار مسابقه | خطای عبارت: نویسه نقطه‌گذاری شناخته نشده «۱» برد | خطای عبارت: نویسه نقطه‌گذاری شناخته نشده «۱» باخت |
| ناک‌اوت                                   | ۱۰                                              | 0                                                |
| تسلیم                                    | ۶                                               | 0                                                |
| تصمیم داور                               | ۸                                               | 0                                                |
| By disqualification                      | 0                                               | ۱                                                |
| No contests                              | ۱                                               | ۱                                                |

| نتیجه.     | رکورد    | حریف               | روش                                                                                  | رویداد                                    | تاریخ           | راند | زمان | مکان                                     | یادداشت |
| ---------- | -------- | ------------------ | ------------------------------------------------------------------------------------ | ----------------------------------------- | --------------- | ---- | ---- | ---------------------------------------- | --- |
| برد        | 24–1 (1) | انتونی اسمیت       | رای متحد کل داوران                                                                   | UFC 235                                   | ۲ مارس ۲۰۱۹     | 5    | 5:00 | Las Vegas, Nevada, United States         | دفاع از عنوان قهرمانی نیمه سنگین‌وزن UFC. کسر ۲ امتیاز به علت ضربه زانوی غیرقانونی جونز. |
| برد        | 23–1 (1) | الکساندر گوستافسون | ناک اوت فنی (ضربات مشت)                                                              | UFC 232                                   | ۲۹ دسامبر ۲۰۱۸  | 3    | 2:02 | Inglewood, California, United States     | برندهٔ عنوان قهرمانی نیمه سنگین‌وزن UFC (با رفتن دنیل کورمیر به وزن بالاتر، عنوان قهرمانی نیمه سنگین‌وزن بی مبارز شد و این مسابقه بر سر کمربند برگزار شد .                                                            |
| بدون نتیجه | 22–1 (1) | دنیل کورمیر        | ابتدا ناک اوت و پیروزی برای جان جونز و سپس لغو پیروزی پس از مثبت شدن تست دوپینگ جونز | UFC 214                                   | ۲۹ ژوئیه ۲۰۱۷   | 3    | 3:01 | Anaheim, California, United States       | برای عنوان قهرمانی نیمه سنگین‌وزن یو اف سی |
| برد        | 22–1     | اووینس سنت پروکس   | رای متحد کل داوران                                                                   | UFC 197                                   | ۲۳ آوریل ۲۰۱۶   | 5    | 5:00 | Las Vegas, Nevada, United States         | برنده شدن موقت عنوان قهرمانی نیمه سنگین‌وزن UFC. پس ازین مسابقه جونز خلع عنوان شد زیرا قبل از مبارزهٔ دومش با دنیل کورمیر در UFC200 تست دوپینگش مثبت شد و نتوانست در UFC200 مسابقه دهد.                              |
| برد        | 21–1     | دنیل کورمیر        | رای متحد کل داوران                                                                   | UFC 182                                   | ۳ ژانویه ۲۰۱۵   | 5    | 5:00 | Las Vegas, Nevada, United States         | دفاع از عنوان قهرمانی نیمه سنگین‌وزن UFC. جایزه مبارزه شب. تمدید رکورد بیشترین دفاع از عنوان قهرمانی UFC در دسته نیمه سنگین‌وزن (۸ دفاع از کمربند)). خلع عنوان قهرمانی جونز پس از نقض خط مشی رفتارهای ورزشکاران UFC. |
| برد        | 20–1     | گلاور تکسیرا       | رای متحد کل داوران                                                                   | UFC 172                                   | ۲۶ آوریل ۲۰۱۴   | 5    | 5:00 | Baltimore, Maryland, United States       | دفاع از عنوان قهرمانی نیمه سنگین‌وزن UFC. تمدید رکورد بیشترین دفاع از عنوان قهرمانی UFC در دسته نیمه سنگین‌وزن (۷ دفاع از کمربند) (.                                                                                 |
| برد        | 19–1     | الکساندر گوستافسون | رای متحد کل داوران                                                                   | UFC 165                                   | ۲۱ سپتامبر ۲۰۱۳ | 5    | 5:00 | Toronto, Ontario, Canada                 | دفاع از عنوان قهرمانی نیمه سنگین‌وزن UFC. جایزه مبارزه شب. شکستن رکورد بیشترین دفاع از عنوان قهرمانی UFC در دسته نیمه سنگین‌وزن (۶ دفاع از کمربند).                                                                  |
| برد        | 18–1     | چایل سونن          | ناک اوت فنی (ضرباتارنج و مشت)                                                        | UFC 159                                   | ۲۷ آوریل ۲۰۱۳   | 1    | 4:33 | Newark, New Jersey, United States        | دفاع از عنوان قهرمانی نیمه سنگین‌وزن UFC. |
| برد        | 17–1     | ویتور بلفورت       | سابمیشن (americana)                                                                  | UFC 152                                   | ۲۲ سپتامبر ۲۰۱۲ | 4    | 0:54 | Toronto, Ontario, Canada                 | دفاع از عنوان قهرمانی نیمه سنگین‌وزن UFC. جایزه سابمیشن شب. |
| برد        | 16–1     | رشاد اوانز         | رای متحد کل داوران                                                                   | UFC 145                                   | ۲۱ آوریل ۲۰۱۲   | 5    | 5:00 | Atlanta, Georgia, United States          | دفاع از عنوان قهرمانی نیمه سنگین‌وزن UFC. |
| برد        | 15–1     | لیوتو ماچیدا       | سابمیشن فنی (standing guillotine choke)                                              | UFC 140                                   | ۱۰ دسامبر ۲۰۱۱  | 2    | 4:26 | Toronto, Ontario, Canada                 | {دفاع از عنوان قهرمانی نیمه سنگین‌وزن UFC. [جایزه مبارزه شب. |
| برد        | 14–1     | کویینتون جکسون     | سابمیشن (rear-naked choke)                                                           | UFC 135                                   | ۲۴ سپتامبر ۲۰۱۱ | 4    | 1:14 | Denver, Colorado, United States          | دفاع از عنوان قهرمانی نیمه سنگین‌وزن UFC. [جایزه مبارزه شب. |
| برد        | 13–1     | مائوریسیو روا      | ناک اوت فنی (ضربات زانو و مشت)                                                       | UFC 128                                   | ۱۹ مارس ۲۰۱۱    | 3    | 2:37 | Newark, New Jersey, United States        | برنده عنوان قهرمانی نیمه سنگین وزن UFC]]. |
| برد        | 12–1     | رایان بیدر         | سابمیشن (guillotine choke)                                                           | UFC 126                                   | ۵ فوریه ۲۰۱۱    | 2    | 4:20 | Las Vegas, Nevada, United States         | جایزه سابمیشن شب. |
| برد        | 11–1     | ولادیمیر ماتیوشنکو | ناک اوت فنی (ضربات آرنج)                                                             | UFC Live: Jones vs. Matyushenko           | ۱ اوت ۲۰۱۰      | 1    | 1:52 | San Diego, California, United States     | |
| برد        | 10–1     | برندون ورا         | ناک اوت فنی (ضربات ارنجو مشت)                                                        | UFC Live: Vera vs. Jones                  | ۲۱ مارس ۲۰۱۰    | 1    | 3:19 | Broomfield, Colorado, United States      | جایزه ناک اوت شب. |
| باخت       | 9–1      | مت همیل            | سلب صلاحیت (ضربهٔ آرنج غیرقانونی)                                                     | The Ultimate Fighter: Heavyweights Finale | ۵ دسامبر ۲۰۰۹   | 1    | 4:14 | Las Vegas, Nevada, United States         | |
| برد        | 9–0      | جیک او برین        | سابمیشن (guillotine choke)                                                           | UFC 100                                   | ۱۱ ژوئیه ۲۰۰۹   | 2    | 2:43 | Las Vegas, Nevada, United States         | |
| برد        | 8–0      | استفان بونار       | رای متحد کل داوران                                                                   | UFC 94                                    | ۳۱ ژانویه ۲۰۰۹  | 3    | 5:00 | Las Vegas, Nevada, United States         | |
| برد        | 7–0      | اندره گسامو        | رای متحد کل داوران                                                                   | UFC 87                                    | ۹ اوت ۲۰۰۸      | 3    | 5:00 | Minneapolis, Minnesota, United States    | |
| برد        | 6–0      | مویسس گابین        | ناک اوت فنی (ضربات مشت)                                                              | Battle Cage Xtreme 5                      | ۱۲ ژوئیه ۲۰۰۸   | 2    | 1:58 | Atlantic City, New Jersey, United States | برنده شدن عنوان قهرمانی نیمه سنگین‌وزن USKBA. |
| برد        | 5–0      | پارکر پورتر        | ناک اوت (مشت)                                                                        | World Championship Fighting 3             | ۲۰ ژوئن ۲۰۰۸    | 1    | 0:36 | Wilmington, Massachusetts, United States | |
| برد        | 4–0      | رایان ورت          | ناک اوت فنی (ضربات مشت)                                                              | USFL: War in the Woods 3                  | ۹ مه ۲۰۰۸       | 1    | 0:14 | Ledyard, Connecticut, United States      | |
| برد        | 3–0      | انتونی پینا        | سابمیشن (guillotine choke)                                                           | Ice Fighter                               | ۲۵ آوریل ۲۰۰۸   | 1    | 1:15 | Worcester, Massachusetts, United States  | |
| برد        | 2–0      | کارلوس ادوئاردو    | ناک اوت (مشت)                                                                        | Battle Cage Xtreme 4                      | ۱۹ آوریل ۲۰۰۸   | 3    | 0:24 | Atlantic City, New Jersey, United States | Light Heavyweight debut. |
| برد        | 1–0      | برد برنارد         | ناک اوت فنی (ضربات مشت)                                                              | FFP: Untamed 20                           | ۱۲ آوریل ۲۰۰۸   | 1    | 1:32 | Boxborough, Massachusetts, United States | Catchweight (210 lbs) bout. |